# Vocance
Vocance – miejscowość i gmina we Francji, w regionie Owernia-Rodan-Alpy, w departamencie Ardèche.
Według danych na rok 1990 gminę zamieszkiwało 661 osób, a gęstość zaludnienia wynosiła 38 osób/km² (wśród 2880 gmin regionu Rodan-Alpy Vocance plasuje się na 1013. miejscu pod względem liczby ludności, natomiast pod względem powierzchni na miejscu 630.).